# Макмэйнс, Коди
Коди МакМэйнс (англ. Cody McMains) — американский актёр, наиболее известный по роли Митча Бриггса в фильме «Недетское кино».
Родился 4 октября 1986 года в Пасадене, Калифорния.
Он снялся в фильме «Томас и волшебная железная дорога», с Алеком Болдуином, Питером Фонда и Марой Уилсон, также играл Керби в Big Bully.
Коди получил роль в фильме «Добейся успеха» в 2000 году. Также он появился в телесериале «Детектив Монк», в роли Троя Кроджера (в двух сериях). Коди играл Кейта в сериале «10 причин моей ненависти».

## Фильмография
- 2009—2010 — 90210: Новое поколение (в 2 сериях)
- 2008 — Кошмары на стоянке трейлеров
- 2008 — Ищейка (в 1 серии)
- 2008 — Порочный круг[англ.]
- 2007 — Без следа (в 1 серии)
- 2007—2006 — Дефективный детектив (в 1 серии)
- 2007 — Отчаянные домохозяйки (в 1 серии)
- 2005 — Дьявол во плоти
- 2005 — Мэдисон
- 2004 — Детектив Раш (в 1 серии)
- 2004 — Джоан из Аркадии (в 1 серии)
- 2001 — Недетское кино (Митч Бриггс)
- 2000 — Томас и волшебный поезд
- 2000 — Добейся успеха
- 1999 — Перекати-поле
- 1997 — Притворщик (в 1 серии)
- 1996 — Большие парни